# Aphelotoma rufiventris
Aphelotoma rufiventris är en insektsart som ingår i släktet Aphelotoma och familjen kackerlackesteklar (Ampulicidae). Arten beskrevs av Rowland Edwards Turner 1914.